# Huernia procumbens
Huernia procumbens är en oleanderväxtart som först beskrevs av Robert Allen Dyer, och fick sitt nu gällande namn av Leach. Huernia procumbens ingår i släktet Huernia och familjen oleanderväxter. Inga underarter finns listade i Catalogue of Life.